# ناکادوماری، آئوموری
ناکادوماری، آئوموری (به لاتین: Nakadomari, Aomori) یک منطقهٔ مسکونی در ژاپن است که در استان آئوموری واقع شده‌است. ناکادوماری ۲۱۶٫۳۳ کیلومترمربع مساحت و ۱۲٬۲۷۵ نفر جمعیت دارد.